# Katten Gustaf (fransk TV-serie)
Katten Gustaf (franska: Garfield et Cie) är en amerikanska-franska animerad TV-serie som hade premiär på Boomerang år 2009.

## Handling
Gustaf är världens lataste katt. Hans favoritsysselsättningar är att äta lasagne, se på TV och att retas med hunden Ådi och hussen Jon. Serien följer Gustafs äventyr i vardagslivet och visar att det inte alltid är särskilt lätt att vara katt.

## Om serien
TV-serien är baserad på Jim Davis tecknade serie om Katten Gustaf, och år 2011 nominerades TV-serien till en Daytime Emmy i kategorin Outstanding Music Direction and Composition. Jim Davis var med och producerade serien.

## Rollista, ett urval
- Frank Welker - Gustaf
- Gregg Berger - Ådi
- Wally Wingert - Jon Arbuckle
- Jason Marsden - Nermal
- Audrey Wasilewski - Arlene
- Laura Summer - Drusilla, Minerva